# Rhinopalpa eudoxia
Rhinopalpa eudoxia är en fjärilsart som beskrevs av Guérin-meneville 1840. Rhinopalpa eudoxia ingår i släktet Rhinopalpa och familjen praktfjärilar. Inga underarter finns listade.